# Pristinella rosea
Pristinella rosea är en ringmaskart som först beskrevs av Piguet 1906.  Pristinella rosea ingår i släktet Pristinella, och familjen Naididae. Arten är reproducerande i Sverige.